# Jane Aitken
Jane Aitken (11 de julho de 1764 – 29 de agosto de 1832) foi uma das primeiras impressoras, editoras, encadernadoras e livrarias americanas.

## Vida
Aitken nasceu em Paisley, Escócia, em 11 de julho de 1764. Ela foi a primeira de quatro filhos (duas meninas e dois meninos) que chegaram à idade adulta na família. Seu pai era Robert Aitken (1734-1802), um comerciante de artigos de papelaria e livros escocês que mais tarde se tornou um impressor e encadernador da Filadélfia. O nome de solteira de sua mãe era Janet Skeoch. Aitken e sua família estavam entre várias famílias escocesas que emigraram para a América Colonial em 1771. A família Aitken se estabeleceu na Filadélfia, seu porto de chegada.

### Carreira de negócios
Aitken estava envolvida com o negócio de publicação de seu pai na Filadélfia, que consistia em uma gráfica e uma encadernação. Sua contabilidade manuscrita mostra que a gráfica imprimiu um jornal, periódicos, livros e artigos de papelaria.
Ela herdou o negócio de impressão da propriedade de seu pai após sua morte em 1802, quando ela tinha 38 anos de idade.
Os bens de seu pai vinham com uma dívida pesada contraída por notas que ele havia assinado. A dívida era de $ 3.000. Seu irmão, Robert Aitken Jr., que era um ano mais novo que ela e havia sido rejeitado por seu pai, era financeiramente incapaz de ajudar nesta dívida. Jane, sendo a filha mais velha, assumiu a responsabilidade de cuidar de suas duas irmãs mais novas, pois sua mãe havia morrido anteriormente. Ela nunca se casou.
O negócio de encadernação de Aitken às vezes dava mais apoio à família do que a própria impressão do negócio. Ela encadernou muitos dos livros que imprimiu para o Ateneu da Filadélfia e cerca de 400 volumes para a Sociedade Filosófica Americana. O trabalho de encadernação dos anos 1780 a 1802 da loja de seu pai mostra semelhanças com seu trabalho de encadernação de 1802 a 1812 e mostra que talvez ela tenha feito a maioria, senão todo o trabalho de encadernação de sua loja quando era mais jovem.

### Vida posterior
John Vaughan, um amigo dela e bibliotecário da American Philosophical Society, deu-lhe muito trabalho e até alguma ajuda financeira, mas seu negócio faliu em 1813 e seu equipamento foi vendido. Vaughan comprou o equipamento na liquidação de um xerife e alugou-o de volta para ela a uma taxa abaixo do mercado; no entanto, depois que ela falhou novamente em 1814, ela foi colocada na prisão de devedores na Cadeia de Norristown, a 20 milhas fora da Filadélfia. Ela é praticamente desconhecida em registros históricos, exceto pela "impressora tardia", até seu registro de morte em 1832, aparecendo em um obituário em Germantown, Pensilvânia. Supõe-se que seu local de sepultamento seja no cemitério destruído da Igreja Presbiteriana Reformada Associada na Filadélfia, da qual ela era membro.

## Legado
Aitken foi a primeira mulher nos Estados Unidos a imprimir uma versão traduzida para o inglês da Bíblia cristã.